# Kfar Hess
Kfar Hess (hebräisch כְּפַר הֶס ‚Hessdorf‘, auch Kefar Hess) ist ein Moschav in der Scharonebene in Israel.

## Lage
Kfar Hess liegt etwa 30 km nordöstlich von Tel Aviv und gehört Verwaltungstechnisch zur Regionalverwaltung Lev haScharon im Zentralbezirk (Israel).

## Geschichte
Gegründet wurde Kfar Hess im Jahre 1931. Der Moschav ist nach dem deutschen Frühsozialisten und 1848er Revolutionär Moses Hess benannt, der im Alter eines der grundlegenden Werke des Zionismus Rom und Jerusalem, geschrieben hat.
Ein palästinensischer Terrorist hat am 10. November 2001 vor dem Moschav den israelischen Sicherheitsbeamten des Moschav, Aharon Ussischkin, 50 Jahre erschossen und zwei weitere Personen schwer verletzt.

## Einwohner
Das israelische Zentralbüro für Statistik gibt bei den Volkszählungen vom 8. November 1948, 22. Mai 1961, 19. Mai 1972, 4. Juni 1983, 4. November 1995 und vom 28. Dezember 2008 für Kfar Hess folgende Einwohnerzahlen an:
| Jahr der Volkszählung | 1948 | 1961 | 1972 | 1983 | 1995 | 2008 |
| Anzahl der Einwohner  | 349  | 399  | 434  | 502  | 612  | 1226 |

2018 hatte der Moschav 1577 Einwohner.

## Söhne und Töchter der Stadt
- Giora Eiland (1952- ) Ehemaliger nationaler Sicherheitsberater Israels